# Église Saint-Caprais de Prunières
L'église Saint-Caprais de Prunières est une église catholique romaine située à Prunières, en France.

## Localisation
L'église est située sur la commune de Prunières, dans le département français de la Lozère.

## Historique
L'édifice a été classé au titre des monuments historiques en 1920. De nombreux objets sont référencés dans la base Palissy (voir les notices liées). Il contient un retable du XVIIe siècle (inscrit) et des peintures du XIIIe siècle. Elle a été entièrement restaurée.